# Временное рабоче-крестьянское советское правительство Беларуси
Временное рабоче-крестьянское правительство — первое правительство ССРБ во главе с Дмитрием Жилуновичем, которое вечером 1 января 1919 года объявило о создании Социалистической Советской Республики Белоруссия . В тот же день по радио был обнародован Манифест Временного рабоче-крестьянского советского правительства Беларуси. В тексте Манифеста Беларусь провозглашалась «свободной независимой Социалистической Республикой», закреплялись основные положения её общественного и политического строя.
До 7 января правительство находилось в Смоленске, однако позже переехало в Минск.